# Robert L. Johnson
Robert Louis Johnson (Hickory, 8 de abril de 1946) é um empreendedor, magnata da mídia, executivo, filantropista e investidor norte-americano. Ele é fundador da Black Entertainment Television (BET), a qual foi adquirida, em 2001, pela Viacom. Em 2001, tornou-se o primeiro bilionário negro norte-americano.